# Mentzelia veatchiana
Mentzelia veatchiana es una especie de planta con flores perteneciente a la familia Loasaceae..
Es nativo del oeste de los Estados Unidos desde Oregón y sur de Idaho, al sur a través de California y Arizona, hasta el noroeste de México en Baja California y Sonora. Crece en muchos tipos de hábitat, desde pastizales hasta matorrales de chaparral, bosques y desiertos, en su mayoría por debajo de los 2,400 m (8,000 pies) de altitud..

## Descripción
Mentzelia veatchiana es una hierba anual ramificada y vellosa que crece erguida hasta una altura máxima de 45 centímetros. Las hojas miden hasta 18 centímetros de largo. Las hojas basales son lobuladas y pueden ser pecioladas. Las hojas del tallo son sésiles y generalmente lobuladas o dentadas.
La inflorescencia es un grupo de flores en los extremos de los tallos. Las brácteas son en su mayoría ovadas con dientes o lóbulos, pero a veces son enteras. Los sépalos son de 1 a 5 milímetros (0.0–0.2 in). Los pétalos de color naranja a amarillo son generalmente de 4 a 7 milímetros (0,2 a 0,3 pulgadas) con bases de color rojo a naranja.
El fruto es un utrículo de aproximadamente 1 a 3 centímetros de largo que contiene muchas semillas angulares diminutas.